# Brendon Miller
Brendon Miller (Kansas City, 30 de agosto de 1976) es un actor pornográfico y músico norteamericano.

## Carrera

### Pornografía
En 2012, Miller dio vida al Joker en The Dark Knight XXX. ganó el 2013 un Premio XBIZ al Mejor Actor de reparto por su papel en la película. a pesar de que él se retiró de la actuación en 2014 para centrarse en su carrera musical, regresó a la industria en 2015 para repetir su papel como el Joker de Batman v Superman XXX: An Axel Braun Parody.
Miller participó en aproximadamente la mitad de las películas que Stormy Daniels produce.

### Música
Miller es el vocalista de una banda llamada The Wicked Outlaws donde, además de cantar, también es compositor. En el año 2015, ha creado una canción de country rock y el video musical, "On the Run", para el filme pornográfico Wanted.

## Vida personal
Miller estuvo casado con Stormy Daniels desde 2010 hasta 2018. En la actualidad reside en Dallas, Texas.

## Premios y nominaciones
| Año  | Resultado                                                         | Película                                    |  |
| ---- | ----------------------------------------------------------------- | ------------------------------------------- |  |
| 2012 | Mejor Actor Recién Llegado                                        |                                             |  |
| 2013 | Mejor Actor                                                       | Los Finales Felices                         |  |
| 2013 | Mejor Actor De Reparto                                            | The Dark Knight XXX: UNA Parodia Porno      |  |
| 2014 | Mejor Actor                                                       | Divorciadas                                 |  |
| 2014 | Mejor Escena de Sexo Seguro (con Stormy Daniels)                  | Primer Crush                                |  |
| 2015 | Mejor Actor                                                       | Thor XXX: An Axel Braun Parody              |  |
| 2016 | Mejor Actor De Reparto                                            | Batman v Superman XXX: An Axel Braun Parody |  |
| 2016 | Mejor Escena de Sexo – G/G/B (con Kleio Valentien Y Aiden Ashley) | Batman v Superman XXX: An Axel Braun Parody |  |

| Año  | Resultado                                        | Premio |
| ---- | ------------------------------------------------ | ------ |
| 2012 | Mejor Intérprete Masculino (Elección Del Editor) |        |
| 2013 | Mejor Intérprete Masculino                       |        |
| 2014 | Mejor Intérprete Masculino                       |        |
| 2015 | Mejor Intérprete Masculino                       |        |

| Año  | Resultado                                                                            | Película                                     |  |
| ---- | ------------------------------------------------------------------------------------ | -------------------------------------------- |  |
| 2012 | Nuevo Macho Artista del Año                                                          |                                              |  |
| 2013 | Mejor Actor De Reparto                                                               | The Dark Knight XXX: UNA Parodia Porno       |  |
| 2013 | La mejor Escena de la Parodia de la Liberación (con Penny Pax)                       | The Dark Knight XXX: UNA Parodia Porno       |  |
| 2014 | Mejor Actor – Película                                                               | Cambio de Corazón                            |  |
| 2014 | Mejor Actor De Reparto                                                               | Divorciadas                                  |  |
| 2015 | Mejor Actor – Película                                                               | Las Segundas Oportunidades                   |  |
| 2015 | Mejor Actor – Parodia De La Liberación                                               | Thor XXX: An Axel Braun Parody               |  |
| 2016 | Mejor Actor – Característica De La Liberación                                        | Wanted                                       |  |
| 2016 | Mejor Escena de Sexo – Característica de la Liberación (con Stormy Daniels)          | Wanted                                       |  |
| 2016 | Mejor Actor De Reparto                                                               | Batman vs Superman XXX: An Axel Braun Parody |  |
| 2016 | Mejor Escena de Sexo – Parodia de la Liberación (con Aiden Ashley & Kleio Valentien) | Batman vs Superman XXX: An Axel Braun Parody |  |

| Año  | Resultado         | Premio |
| ---- | ----------------- | ------ |
| 2012 | De Nuevo Semental |        |